# James Wapakhabulo
James Wapakhabulo (* 23. März 1945; † 27. März 2004) war ein ugandischer Politiker.

## Leben
Wapakhabulo studierte Recht an der Universität von Ostafrika. Er arbeitete danach bei der Ostafrikanischen Gemeinschaft, bis diese 1977 zusammenbrach. Im selben Jahr ging er als Jurist nach Papua-Neuguinea. Er blieb bis 1986 Jurist und wurde danach politisch aktiv. Er engagierte sich nun im National Resistance Movement von Yoweri Museveni und wurde 1994/1995 Vorsitzender der verfassunggebenden Versammlung. 1996 wurde er Sprecher des Parlaments, was er bis 1998 blieb. Nach drei Jahren als einfacher Parlamentsabgeordneter wurde er 2001 zweiter stellvertretender Premierminister und als Nachfolger von Eriya Kategaya Außenminister Ugandas. Dieses Amt behielt er bis zu seinem Tod 2004.
Von der ugandischen Regierung wurde verlautbart, Wapakhabulo sei nach langer schwerer Krankheit verstorben, ohne die Krankheit zu nennen.
Er ist Träger der Nalubaale Medal für seine zivilen Verdienste während des Kampfes der NRA gegen Milton Obote.
| Personendaten    | Personendaten         |
| ---------------- | --------------------- |
| NAME             | Wapakhabulo, James    |
| KURZBESCHREIBUNG | ugandischer Politiker |
| GEBURTSDATUM     | 23. März 1945         |
| STERBEDATUM      | 27. März 2004         |